# Cúmulo globular M92
Messier 92 (también conocido como M92 o NGC 6341) es un cúmulo globular situado en la constelación Hércules. Fue descubierto por Johann Elert Bode en 1777 e independientemente redescubierto por Charles Messier el 18 de marzo de 1781. Está situado a una distancia de unos 26 000 años luz desde la Tierra, por lo cual su aspecto visual es menos impresionante para la imagen fotográfica o CCD.
El M92 es uno de los cúmulos globulares más brillantes en el hemisferio norte, pero a menudo es pasado por alto por los astrónomos por su proximidad a uno incluso más espectacular, el M13.
Posee una metalicidad (contenido en elementos químicos pesados) extraordinariamente baja, aproximadamente una centésima de la solar: esto podría explicarse si es uno de los más viejos de nuestra Galaxia, ya que sus estrellas componentes solo contenían (originalmente) hidrógeno y helio.
La primera de sus estrellas variables (V11) fue descubierta por Wood en 1916; en la actualidad (2007) son 28 las variables conocidas, de las cuales solo 17 son del tipo RR Lyrae y una (V7) es una Cefeida con un período igual a 1.0614 días. Extrañamente no se ha detectado ni una sola variable del tipo Gigante Roja (posiblemente debido a su baja metalicidad), aunque los trabajos fotométricos de Violat (Observatorio Astronómico de Cáceres) y Arranz  (Observatorio Astronómico de Navas de Oro), en el verano de 2007 fueron esperanzadores al analizar gran cantidad de estrellas rojas con una amplia cobertura temporal y observacional. Los resultados preliminares (agosto de 2007) fueron negativos: de 13 gigantes rojas estudiadas ninguna ha mostrado oscilaciones de brillo.